# PKS 1510-089
PKS 1510-089 est un blazar de très haute énergie et hautement polarisé de la constellation de la Balance. Il a été découvert en 1966 par une équipe de 4 scientifiques à l'aide du radiotélescope de l'observatoire de Parkes, identifié comme une source radio éclatante. Découvert lors du Parkes Radio Survey, d’où son nom PKS. Des mesures basées sur le décalage vers le rouge montre une distance de ~495 millions d'a.l. Les mesures non basées sur le décalage vers le rouge mais basées sur la loi de Hubble-Lemaitre montrent une distance de 32.90 ± 2.45 Mpc soit ~107 millions d'a.l.. D'autres mesures basées sur le décalage de réception des différentes longueurs d'onde radio montrent une distance de 13.66 Gpc soit 4.4 milliards d'a.l..

## Variabilité
PKS 1510-089 est connu parmi les scientifiques pour être la source radio la plus variablement violente, ainsi que pour un changement de luminosité dans toutes les longueurs d'onde en un temps très faible (la variabilité affecte son spectre des ondes radio aux rayons gamma). Sa variabilité optique se traduit généralement par une variation de sa magnitude apparente de 16 à 17 en quelques heures, voire jours. Sa luminosité peut subir des éclatements, lorsque le blazar entre dans une phase d'activité. L'une de ces plus forte variabilité a été observée en mars 2003 par l'instrument AGILE dans les rayons gamma, sa luminosité bolométrique a augmenté de 2 milliards de L☉ à 3 milliards de L☉ en 3 jours, faisant de PKS 1510-089, un blazar variable optiquement violent,,. Les éclatement de luminosité sont souvent espacés de ~100 jours avec une incertitude de  1.60 ± 0.70 jour, une telle régularité est inattendue en raison de leur provenance, les absorptions de matière étant aléatoires. Les scientifiques pensent qu'il s'agit d'un phénomène où les jets et le disque d'accrétion se relient. En 2016, le plus fort éclatement de sa luminosité a été enregistré par les télescopes à rayons gamma High Energy Stereoscopic System et Major Atmospheric Gamma-ray Imaging Cherenkov à des énergies de 100 GeV. Pendant cet éclatement, sa luminosité radio et gamma a été augmentée d'un facteur 10 en 1,5 heure ainsi qu'un faible éclatement en proche infrarouge, et sa luminosité s'est baissée en 20 minutes, même si une partie de sa luminosité a été arrêtée par la luminosité extragalactique des objets environnants. Dans ces pics d'énergies les plus violents, les photons émis par PKS 1510-089 peuvent posséder une énergie de l'ordre de 120 TeV.

## Structure radio
En 1978, une immense structure radio (semblable à des lobes radio) a été détectée à proximité de PKS 1510-089 grâce au radiotélescope de l'observatoire Algonquin. Elle a pour origine une expulsion de matière venant du cœur galactique de PKS 1510-089, la matière a été expulsée lors d'une très forte phase d'activité, à la suite d'une absorption de matière par un trou noir supermassif. Cette expulsion de matière a été observée en direct, et elle est le plus fort événement radio détecté aux abords de PKS 1510-089.

## Jet astrophysique
Le jet de PKS 1510-089 est un jet supraluminique qui s'étend le long de son pôle sur une distance de 30 Kpc (~97 000 a.l.) soit de 10 mas vue depuis la Terre. Des observations du VLBA suggèrent qu'une structure (un nœud de matière) se déplace à grande vitesse le long du jet astrophysique de PKS 1510-089. Les observations et mesures montrent qu'il se situe à ~50 pc (~160 a.l.) du trou noir central. Le jet est d'ailleurs turbulent, avec des parties se déplaçant plus rapidement que d'autres, il est courant que les différentes parties entrent en collision de long du jet, créant ainsi des chocs de plasma. En 2015, deux nœuds de matière dense ont été observés sortant du centre galactique, voyageant le long du jet. Les deux sont ensuite entrés en collision et se sont compressés à l'impact. Lors de la collision, un flash gamma a été observé aux coordonnées de l'impact, montrant que les deux nœuds étaient composés de plasma très chaud. Un autre nœud de matière a été détecté en 2010, le plus rapide observé aux abords de PKS 1510-089. Il sa déplace à 22c le long du jet et il émet de fortes bouffées de rayons gamma, ainsi que des électrons chargés de 20 à 40 MeV qui ont pour effet d'intensifier l'émission globale de PKS 1510-089. Les scientifiques pensent que le nœud est originaire du champ magnétique du trou noir primaire puis il aurait été propulsé par le jet dans la direction de ce dernier. PKS 1510-089 a aussi un contre-jet qui s'étend sur 0.3 mas.

## Oscillation quasi-périodique
Le trou noir de PKS 1510-089 et son disque d'accrétion sont les auteurs d'un signal d'oscillation quasi-périodique. Les oscillations quasi-périodiques sont souvent interprétées comme du gaz présent à l'orbite stable la plus proche d'un trou noir supermassif. Le premier signal a été détecté en 2009, avec une période de 3.6 jours, et un deuxième qui a duré de 2018 avec une période de 92 jours jusqu'à 2020 où la période a évolué jusqu'à 650 jours. Au vu des périodes d'oscillations mouvantes, les scientifiques ont établi un modèle pour comparer le comportement des oscillations de PKS 1510-089 et les caractéristiques attendues dans un système de trou noir binaire avec une instabilité non asymétrique tournant autour du trou noir central près de l'orbite circulaire stable la plus interne. La présence d'îlots magnétiques quasi équidistants à l'intérieur du jet, et un modèle géométrique impliquant une goutte de plasma se déplaçant de manière hélicoïdale à l'intérieur d'un jet courbé semble coller avec les observations, le décalage de la période serait donc causé par l'orbite très excentrique du deuxième trou noir.

## Trous noirs supermassifs

### Primaire
En mesurant les différentes raies d'émissions (Hb, Hy, et Fe II), les scientifiques ont identifié une région sombre qui absorbe les raies d'émissions du blazar. En faisant plusieurs spectroscopies rapprochées, les scientifiques ont calculé que sa vitesse est de 1 262 ± 247 Km/s et qu'elle se situe à 61.1+4.0
−3.2 voit 64.7+27.1
−10.6 jours-lumière. Ces deux faits corrélés aux lois de la gravitation montrent que le trou noir de PKS 1510-089 a une masse de 57.1+0.062
−0.058 millions de M☉. Même si une autre estimation suggère une masse de 1.37 milliard de M☉. Une autre étude s'est basée sur la luminosité du blazar pour estimer la masse du trou noir primaire, en raison de sa luminosité égale à 2 × 1048 ergs, la masse du trou noir primaire serait de 540 millions de M☉ avec un taux d'accrétion de 0.5 M☉ en moins d'un an.

### Secondaire
Selon les mesures actuelles, PKS 1510-089 contient deux trous noirs supermassifs. Le secondaire orbite autour du primaire dans une période de 336 ± 14 jours à une distance l'un de l'autre de 0.1 pc (~0.32 a.l.). Le secondaire a une masse estimée de 13.7 millions de M☉.

### Tore de matière autour des deux trous noirs
Lors de l'éclatement de luminosité détecté en 2015, plusieurs régions d'émissions ont été détectées tout autour du blazar. En faisant des analyses dans tout le spectre électromagnétique, les scientifiques se rendirent compte que cette région était reliée au blazar central, et qu'elle crée de fortes raies d'émissions similaires à celles observées dans des tores de poussière moléculaire se situant aux abords d'un disque d'accrétion, et donc des deux trous noirs de PKS 1510-089. L’épaisseur du tore de matière mesure 0.0051 a.l. de large et de long et il se situe à 0.2 pc (~0.65 a.l.) des deux trous noirs, suivi d'une région plus froide que le tore et le disque, qui elle, se situe à ~0.3 pc (~0.95 a.l.) des deux trous noirs.